# Naoki-Preis
Der Naoki-Preis (japanisch 直木三十五賞 Naoki Sanjūgo shō, kurz 直木賞 Naoki-shō), benannt nach Naoki Sanjūgo, bildet das Gegenstück zum Akutagawa-Preis auf dem Gebiet der populären unterhaltenden Literatur (Taishū Bungaku).
Der ebenfalls von Kan Kikuchi gestiftete Preis wird seit 1935 halbjährlich an Nachwuchsschriftsteller vergeben. Der Preis wird von der japanischen Stiftung Nihon Bungaku Shinkōkai (日本文学振興会, „Förderverein für japanische Literatur“) verwaltet. Über die Preisvergabe entscheidet eine Kommission, die sich aus bekannten Schriftstellern zusammensetzt.

## Liste der Naoki-Preisträger
| Jahr | Hj. | Autor                                | Ausgezeichnetes Werk                                                                                           |
| ---- | --- | ------------------------------------ | --- |
| 1935 | 1   | Matsutarō Kawaguchi                  | Tsuruhachi Tsurujirō (鶴八鶴次郎), Fūryū fukagawa uta (風流深川唄), Meiji ichidai onna (明治一代女)            |
| 1935 | 2   | Ukō Washio                           | Yoshinochō taiheiki (吉野朝太平記)                                                                             |
| 1936 | 3   | Kaionji Chōgorō                      | Tenshō onna gassen (天正女合戦), Budō denraiki (武道傳來記)                                                    |
| 1936 | 4   | Takatarō Kigi                        | Jinsei no ahō (人生の阿呆)                                                                                     |
| 1937 | 5   | nicht vergeben                       | |
| 1937 | 6   | Masuji Ibuse                         | John Manjirō hyōryūki (ジョン萬次郎漂流記) u. a.                                                               |
| 1938 | 7   | Sotō Tachibana                       | Narin-denka e no kaisō (ナリン殿下への回想)                                                                    |
| 1938 | 8   | Tadao Ōike                           | Kabutokubi (兜首), Akitaguchi no kyōdai (秋田口の兄弟)                                                         |
| 1939 | 9   | nicht vergeben                       | |
| 1939 | 10  | nicht vergeben                       | |
| 1940 | 11  | Chiyo Tsutsumi Sensuke Kawachi       | Koyubi (小指) Gunji yūbin (軍事郵便)                                                                           |
| 1940 | 12  | Genzō Murakami                       | Kazusa fūdoki (上総風土記) u. a.                                                                               |
| 1941 | 13  | Sōjū Kimura                          | Unnan shubihei (雲南守備兵)                                                                                    |
| 1941 | 14  | nicht vergeben                       | |
| 1942 | 15  | nicht vergeben                       | |
| 1942 | 16  | Norio Taoka Takeo Kanzaki            | Gōjō ichigo (強情いちご) u. a. Kan’yō (寛容) u. a.                                                             |
| 1943 | 17  | nicht vergeben                       | (Shūgorō Yamamotos Nihon fudōki wurde der Preis zugesprochen, doch der Autor lehnte ab.)                       |
| 1943 | 18  | Sōichi Mori                          | Yamabata (山畠), Ga to sasabune (蛾と笹舟)                                                                     |
| 1944 | 19  | Seizō Okada                          | Nyū giniya sangakusen (ニューギニヤ山岳戦)                                                                     |
| 1944 | 20  | nicht vergeben                       | |
| 1949 | 21  | Tsuneo Tomita                        | Men (面), Irezumi (刺青)                                                                                       |
| 1949 | 22  | Katsurō Yamada                       | Umi no haien (海の廃園)                                                                                        |
| 1950 | 23  | Hidemi Kon Itoko Koyama              | Tennō no bōshi (天皇の帽子) Shikkō yūyo (執行猶予)                                                             |
| 1950 | 24  | Kazuo Dan                            | Chōkon uta (長恨歌), Shinsetsu Ishikawa Goemon (真説石川五右衛門)                                              |
| 1951 | 25  | Keita Genji                          | Eigoya-san (英語屋さん), Taifū-san (颱風さん), Gokurōsan (御苦労さん)                                          |
| 1951 | 26  | Jūran Hisao Renzaburō Shibata        | Suzuki Mondo (鈴木主水) Iesu no sue (イエスの裔)                                                               |
| 1952 | 27  | Shinji Fujiwara                      | Tsumi na onna (罪な女) u. a.                                                                                   |
| 1952 | 28  | Nobuyuki Tateno                      | Hanran (叛乱)                                                                                                  |
| 1953 | 29  | nicht vergeben                       | |
| 1953 | 30  | nicht vergeben                       | |
| 1954 | 31  | Yorichika Arima                      | Shunshin miketsushū (終身未決囚)                                                                               |
| 1954 | 32  | Haruo Umezaki Yukio Togawa           | Boroya no shunjū (ボロ家の春秋) Kōyasuinu monogatari (高安犬物語)                                              |
| 1955 | 33  | nicht vergeben                       | |
| 1955 | 34  | Jirō Nitta Eikan Kyū                 | Gōriki den (強力伝) Hongkong (香港)                                                                            |
| 1956 | 35  | Norio Nanjō Kan’ichi Kon             | Tōdaiki (燈台鬼) Kabe no hana (壁の花)                                                                         |
| 1956 | 36  | Tōkō Kon Miharu Hozumi               | Ogin-sama (お吟さま) Kachigarasu (勝烏)                                                                        |
| 1957 | 37  | Masanori Esaki                       | Ruson no tanima (ルソンの谷間)                                                                                 |
| 1957 | 38  | nicht vergeben                       | |
| 1958 | 39  | Toyoko Yamasaki Eiji Shinba          | Hana noren (花のれん) Akai yuki (赤い雪)                                                                       |
| 1958 | 40  | Saburō Shiroyama Kyō Takigawa        | Sōkaiya Kinjō (総会屋錦城) Ochiru (落ちる)                                                                     |
| 1959 | 41  | Kieko Watanabe Yumie Hiraiwa         | Mabuchi-gawa (馬淵川) Tagane shi (鏨師)                                                                        |
| 1959 | 42  | Ryōtarō Shiba Yasuji Toita           | Fukurō no shiro (梟の城) Danjūrō seppuku jiken (團十郎切腹事件)                                                |
| 1960 | 43  | Shōtarō Ikenami                      | Sakuran (錯乱)                                                                                                 |
| 1960 | 44  | Daikichi Terauchi Jūgo Kuroiwa       | Hagure nenbutsu (はぐれ念仏) Haitoku no mesu (背徳のメス)                                                      |
| 1961 | 45  | Tsutomu Mizukami                     | Gan no tera (雁の寺)                                                                                           |
| 1961 | 46  | Keiichi Itō                          | Hotaru no kawa (螢の河)                                                                                        |
| 1962 | 47  | Hisahide Sugimori                    | Tensai to kyōjin no aida (天才と狂人の間)                                                                      |
| 1962 | 48  | Hitomi Yamaguchi Sonoko Sugimoto     | Eburimanshi no yūga na seikatsu (江分利満氏の優雅な生活) Koshū no kishi (孤愁の岸)                             |
| 1963 | 49  | Tokuji Satō                          | Onna no ikusa (女のいくさ)                                                                                     |
| 1963 | 50  | Yoshie Wada Tsuruo Andō              | Chiri no naka (塵の中) Kōdan honmokutei (巷談本牧亭)                                                           |
| 1964 | 51  | nicht vergeben                       | |
| 1964 | 52  | Michiko Nagai Atsuko Anzai           | Enkan (炎環) Chanshaotsu no hanashi (張少子の話)                                                               |
| 1965 | 53  | Shigeo Fujii                         | Niji (虹) |
| 1965 | 54  | Yūkichi Shinbashi Jihei Chiba        | Yaochō (八百長) Ryoshūki (虜愁記)                                                                              |
| 1966 | 55  | Masaaki Tachihara                    | Shiroi keshi (白い罌粟)                                                                                        |
| 1966 | 56  | Hiroyuki Itsuki                      | Aozameta uma o miyo (蒼ざめた馬を見よ)                                                                         |
| 1967 | 57  | Jirō Ikushima                        | Oitsumeru (追いつめる)                                                                                         |
| 1967 | 58  | Akiyuki Nosaka Tōru Miyoshi          | Hotaru no haka (火垂るの墓), Amerika hijiki (アメリカひじき) Seishōjo (聖少女)                                 |
| 1968 | 59  | nicht vergeben                       | |
| 1968 | 60  | Shunshin Chin Mitsugu Saotome        | Seigyoku shishi kōro (青玉獅子香炉) Kyōjin no ori (僑人の檻)                                                   |
| 1969 | 61  | Aiko Satō                            | Tatakai sunde hi ga kurete (戦いすんで日が暮れて)                                                              |
| 1969 | 62  | nicht vergeben                       | |
| 1970 | 63  | Jun’ichi Watanabe Yūki Shōji         | Hikari to kage (光と影) Gunki wa tameku moto ni (軍旗はためく下に)                                             |
| 1970 | 64  | Jō Toyoda                            | Nagaragawa (長良川)                                                                                            |
| 1971 | 65  | nicht vergeben                       | |
| 1971 | 66  | nicht vergeben                       | |
| 1972 | 67  | Hisashi Inoue Tsunabuchi Kenjō       | Tegusari shinjū (手鎖心中) Zan (斬)                                                                            |
| 1972 | 68  | nicht vergeben                       | |
| 1973 | 69  | Shūhei Fujisawa Hideo Osabe          | Ansatsu no nenrin (暗殺の年輪) Tsugaru yosare bushi (津軽世去れ節)                                             |
| 1973 | 70  | nicht vergeben                       | |
| 1974 | 71  | Giichi Fujimoto                      | Oni no uta (鬼の詩)                                                                                            |
| 1974 | 72  | Ryō Hanmura Magoroku Ide             | Amayadori (雨やどり) Atorasu densetsu (アトラス伝説)                                                           |
| 1975 | 73  | nicht vergeben                       | |
| 1975 | 74  | Ryūzō Saki                           | Fukushū suru wa ware ni ari (復讐するは我にあり)                                                               |
| 1976 | 75  | nicht vergeben                       | |
| 1976 | 76  | Kyōzō Miyoshi                        | Kosodategokko (子育てごっこ)                                                                                   |
| 1977 | 77  | nicht vergeben                       | |
| 1977 | 78  | nicht vergeben                       | |
| 1978 | 79  | Yō Tsumoto Takehiro Irokawa          | Shinjū no umi (深重の海) Rikon (離婚)                                                                          |
| 1978 | 80  | Tomiko Miyao Natsuo Ariake           | Ichigen no koto (一絃の琴) Dai naniwa shonin ōrai (大浪花諸人往来)                                             |
| 1979 | 81  | Atōda Takashi Komimasa Tanaka        | Napporeon kyō (ナポレオン狂) Rōkyokushi asahi maru no hanashi (浪曲師朝日丸の話), Mimi no koto (ミミのこと)    |
| 1979 | 82  | nicht vergeben                       | |
| 1980 | 83  | Kuniko Mukōda Kageki Shimoda         | Hana no namae (花の名前), Kawauso (かわうそ), Inugoya (犬小屋) Kiiroi kiba (黄色い牙)                          |
| 1980 | 84  | Masanori Nakamura                    | Genshu no bōhan (元首の謀叛) (Operation Heimkehr)                                                              |
| 1981 | 85  | Yukio Aoshima                        | Ningen banji saiō ga hinoe uma (人間万事塞翁が丙午)                                                            |
| 1981 | 86  | Kōhei Tsuka Akira Mitsuoka           | Kamata kōshin kyoku (蒲田行進曲) Kirai (機雷)                                                                  |
| 1982 | 87  | Yūsuke Fukada Tomomi Muramatsu       | Ennetsu shōnin (炎熱商人) Jidaiya no nyōbō (時代屋の女房)                                                      |
| 1982 | 88  | nicht vergeben                       | |
| 1983 | 89  | Kōshi Kurumizawa                     | Kuropan furyoki (黒パン俘虜記)                                                                                 |
| 1983 | 90  | Takurō Kanki Osamu Takahashi         | Shiseikatsu (私生活) Hiden (秘伝)                                                                              |
| 1984 | 91  | Mikihiko Renjō Toshizō Nanba         | Koibumi (恋文) Tennoji mura (てんのじ村)                                                                       |
| 1984 | 92  | nicht vergeben                       | |
| 1985 | 93  | Yōko Yamaguchi                       | Enka no mushi (演歌の虫)                                                                                       |
| 1985 | 94  | Seigo Morita Mariko Hayashi          | Uogashi monogatari (魚河岸ものがたり) Saishūbin ni maniaeba (最終便に間に合えば)                               |
| 1986 | 95  | Hiroko Minagawa                      | Koi beni (恋紅)                                                                                                |
| 1986 | 96  | Gō Ōsaka Shinpei Tokiwa              | Kadis no akai hoshi (カディスの赤い星) Tōi Amerika (遠いアメリカ)                                              |
| 1987 | 97  | Eimi Yamada Ichirō Shiraishi         | Sōru myūjikku rabāzu onrī (ソウル・ミュージック・ラバーズ・オンリー) Kairo den (海狼伝)                        |
| 1987 | 98  | Makio Abe                            | Sorezore no shūgakushō (それぞれの終楽章)                                                                      |
| 1988 | 99  | Kageyama Tamio Masaaki Nishiki       | Tōi umi kara kita COO (遠い海から来たCOO) Shibareru hitomi (凍れる瞳)                                          |
| 1988 | 100 | Akiko Sugimoto Shizuko Tōdō          | Tōkyō Shin-ōhashi uchūzu (東京新大橋雨中図) Urete yuku natsu (熟れてゆく夏)                                    |
| 1989 | 101 | Nejime Shōichi Akira Sasakura        | Kōenji junjō shōtengai (高円寺純情商店街) Tōi kuni kara no satsujinsha (遠い国からの殺人者)                    |
| 1989 | 102 | Seiji Hoshikawa Ryō Hara             | Koden shō (小伝抄) Watashi ga koroshita shōjo (私が殺した少女)                                                 |
| 1990 | 103 | Tsumao Awasaka                       | Kage kikyō (蔭桔梗)                                                                                            |
| 1990 | 104 | Kaoru Furukawa                       | Hyōhakusha no aria (漂泊者のアリア)                                                                            |
| 1991 | 105 | Masamitsu Miyagitani Sunao Ashihara  | Kaki shunjū (夏姫春秋) Seishun dendeke dekedeke (青春デンデケデケデケ)                                         |
| 1991 | 106 | Yoshio Takahashi Katsuhiko Takahashi | Okami bugyō (狼奉行) Akai kioku (緋い記憶)                                                                     |
| 1992 | 107 | Shizuka Ijūin                        | Uke zuki (受け月)                                                                                              |
| 1992 | 108 | Tatsurō Dekune                       | Tsukuda-jima futari shobō (佃島ふたり書房)                                                                     |
| 1993 | 109 | Kaoru Takamura Aiko Kitahara         | Makusu no yama (マークスの山) Koi wasure gusa (恋忘れ草)                                                       |
| 1993 | 110 | Arimasa Ōsawa Masayoshi Satō         | Shinjuku zame mugen ningyō (新宿鮫 無間人形) Ebisuya kihee tebikae (恵比寿屋喜兵衛手控え)                      |
| 1994 | 111 | Akihiko Nakamura Yasuhisa Ebisawa    | Futatsu no sanga (二つの山河) Kikyō (帰郷)                                                                     |
| 1994 | 112 | nicht vergeben                       | |
| 1995 | 113 | Shun Akasegawa                       | Hakkyū zan-ei (白球残映)                                                                                       |
| 1995 | 114 | Mariko Koike Iori Fujiwara           | Koi (恋) Terorisuto no parasoru (テロリストのパラソル)                                                         |
| 1996 | 115 | Asa Nonami                           | Kogoeru kiba (凍える牙)                                                                                        |
| 1996 | 116 | Masako Bandō                         | Yamamba (山妣)                                                                                                 |
| 1997 | 117 | Setsuko Shinoda Jirō Asada           | Onnatachi no jihādo (女たちのジハード) Poppoya (鉄道員)                                                        |
| 1997 | 118 | nicht vergeben                       | |
| 1998 | 119 | Kurumatani Chōkitsu                  | Akame shijūya-taki shinjū misui (赤目四十八瀧心中未遂) (Versuchter Liebestod)                                  |
| 1998 | 120 | Miyabe Miyuki                        | Riyū (理由) |
| 1999 | 121 | Ken’ichi Satō Natsuo Kirino          | Ōhi no rikon (王妃の離婚) Yawaraka na hoho (柔らかな頬)                                                        |
| 1999 | 122 | Rei Nakanishi                        | Nagasaki burabura-bushi (長崎ぶらぶら節)                                                                       |
| 2000 | 123 | Yoichi Funado Kazuki Kaneshiro       | Niji no tani no gogatsu (虹の谷の五月) GO                                                                      |
| 2000 | 124 | Shigematsu Kiyoshi Yamamoto Fumio    | Bitamin F (ビタミンF) Puranaria (プラナリア)                                                                   |
| 2001 | 125 | Yoshinaga Fujita                     | Ai no ryōbun (愛の領分)                                                                                        |
| 2001 | 126 | Yamamoto Ichiriki Yuikawa Kei        | Akanezora (あかね空) Katagoshi no koibito (肩ごしの恋人)                                                       |
| 2002 | 127 | Yūzaburō Otokawa                     | Ikiru (生きる)                                                                                                 |
| 2002 | 128 | nicht vergeben                       | |
| 2003 | 129 | Ira Ishida Yuka Murayama             | 4-Teen (4TEEN フォーティーン) Hoshiboshi no fune (星々の舟)                                                    |
| 2003 | 130 | Kaori Ekuni Natsuhiko Kyōgoku        | Gōkyūsuru jumbi wa dekiteita (号泣する準備はできていた) Nochi no kōsetsu hyaku monogatari (後巷説百物語)       |
| 2004 | 131 | Hideo Okuda Tatsuya Kumagai          | Kūchū buranko (空中ブランコ) (Die seltsamen Methoden des Dr. Irabu) Kaikō no mori (邂逅の森)                   |
| 2004 | 132 | Kakuta Mitsuyo                       | Taigan no kanojo (対岸の彼女)                                                                                  |
| 2005 | 133 | Minato Shukawa                       | Hana mamma (花まんま)                                                                                          |
| 2005 | 134 | Keigo Higashino                      | Yōgisha X no kenshin (容疑者Xの献身) (Verdächtige Geliebte)                                                    |
| 2006 | 135 | Shion Miura Eto Mori                 | Mahoroekimae Tada benriken (まほろ駅前多田便利軒) Kaze ni maiagaru binīru shīto (風に舞いあがるビニールシート) |
| 2006 | 136 | nicht vergeben                       | |
| 2007 | 137 | Kesako Matsui                        | Yoshiwara tebikigusa (吉原手引草)                                                                              |
| 2007 | 138 | Kazuki Sakuraba                      | Watashi no otoko (私の男)                                                                                      |
| 2008 | 139 | Areno Inoue                          | Kiriha e (切羽へ)                                                                                              |
| 2008 | 140 | Arata Tendo Ken’ichi Yamamoto        | Itamu hito (悼む人) Rikyū ni tazuneyo (利休にたずねよ)                                                         |
| 2009 | 141 | Kaoru Kitamura                       | Sagi to yuki (鷺と雪)                                                                                          |
| 2009 | 142 | Jō Sasaki Kazufumi Shiraishi         | Haikyo ni kou (廃墟に乞う) Hokanaranu hito e (ほかならぬ人へ)                                                  |
| 2010 | 143 | Kyōko Nakajima                       | Chiisai ouchi (小さいおうち)                                                                                   |
| 2010 | 144 | Nobori Kiuchi Shūsuke Michio         | Hyōsa no utau (漂砂のうたう) Tsuki to kani (月と蟹)                                                            |
| 2011 | 145 | Jun Ikeido                           | Shitamachi roketto (下町ロケット)                                                                              |
| 2011 | 146 | Rin Hamuro                           | Higurashi no ki (蜩ノ記)                                                                                       |
| 2012 | 147 | Mizuki Tsujimura                     | Kagi no nai yume o miru (鍵のない夢を見る)                                                                     |
| 2012 | 148 | Ryō Asai Ryūtarō Abe                 | Nanimono (何者) Tōhaku (等伯)                                                                                  |
| 2013 | 149 | Shino Sakuragi                       | Hoteru rōyaru (ホテルローヤル)                                                                                 |
| 2013 | 150 | Makate Asai Kaoruko Himeno           | Renka (恋歌) Shōwa no inu (昭和の犬)                                                                           |
| 2014 | 151 | Hiroyuki Kurokawa                    | Hamon (破門)                                                                                                   |
| 2014 | 152 | Nishi Kanako                         | Saraba! (サラバ!)                                                                                              |
| 2015 | 153 | Akira Higashiyama                    | Ryū (流) |
| 2015 | 154 | Bunpei Aoyama                        | Tsuma o metoraba (つまをめとらば)                                                                              |
| 2016 | 155 | Hiroshi Ogiwara                      | Umi no mieru rihatsuten (海の見える理髪店)                                                                     |
| 2016 | 156 | Riku Onda                            | Mitsubachi to enrai (蜜蜂と遠雷)                                                                               |
| 2017 | 157 | Shōgo Satō                           | Tsuki no michikake (月の満ち欠け)                                                                              |
| 2017 | 158 | Yoshinobu Kadoi                      | Ginga tetsudō no chichi (銀河鉄道の父)                                                                         |
| 2018 | 159 | Shimamoto Rio                        | Fāsutoravu (ファーストラヴ)                                                                                    |
| 2018 | 160 | Shindō Junjō                         | Takarajima (宝島)                                                                                              |
| 2019 | 161 | Ōshima Masumi                        | Uzu Imoseyama-onnateikin tamamusubi (渦 妹背山婦女庭訓 魂結び)                                                 |
| 2019 | 162 | Kawagoe Sōichi                       | Netsugen (熱源)                                                                                                |
| 2020 | 163 | Hase Seishū                          | Shōnen to inu (少年と犬)                                                                                       |
| 2020 | 164 | Saijō Naka                           | Urasabishigawa (心淋し川)                                                                                      |
| 2021 | 165 | Sawada Tōko Satō Kiwamu              | Hoshi ochite, nao (星落ちて、なお) Tesukatoripoka (テスカトリポカ)                                             |
| 2021 | 166 | Yonezawa Honobu Imamura Shōgo        | Kokurōjō (黒牢城) Saiō no tate (塞王の楯)                                                                      |
| 2022 | 167 | Kubo Misumi                          | Yoru ni hoshi o hanatsu (夜に星を放つ)                                                                         |
| 2022 | 168 | Ogawa Satoshi Chihaya Akane          | Chizu to kobushi (地図と拳) Shirogane no ha (しろがねの葉)                                                     |
| 2023 | 169 | Kakine Ryōsuke Nagai Sayako          | Gokuraku seii-taishōgun (極楽征夷大将軍) Kobiki-chō no adauchi (木挽町のあだ討ち)                              |
| 2023 | 170 | Makime Manabu Kawasaki Akiko         | Hachigatsu no gosho guraundo (八月の御所グラウンド) Tomogui (ともぐい)                                         |
| 2024 | 171 | Ichiho Michi                         | Tsumidemikku (ツミデミック)                                                                                    |
| 2024 | 172 | Iyohara Shin                         | Ai o tsugu umi (藍を継ぐ海)                                                                                    |
| 2025 | 173 | nicht vergeben                       | |